# نیم‌کره غربی

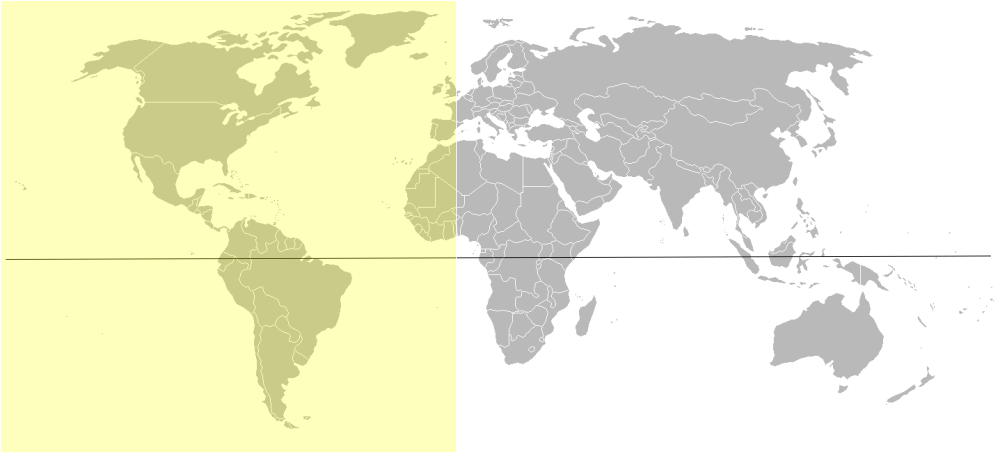
موقعیت جغرافیایی نیمکرهٔ غربی در نقشهٔ مسطح زمین به رنگ زرد

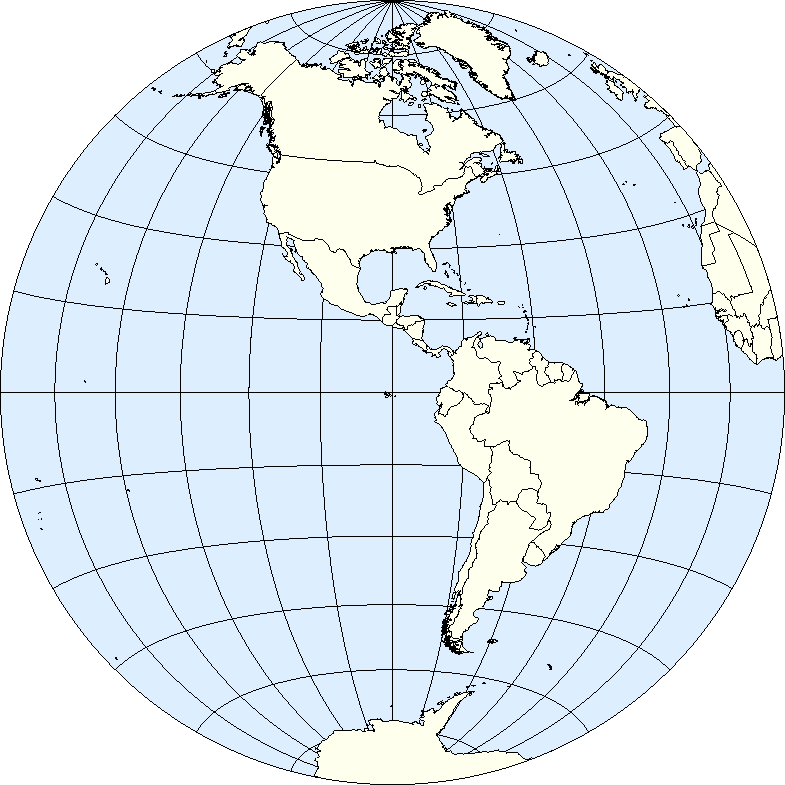
نیمکرهٔ غربی در کرهٔ زمین

نیم‌کرهٔ غربی بخشی از کرهٔ زمین و شامل قارهٔ آمریکا و آب‌های اطراف آن است که با اقیانوس اطلس و اقیانوس آرام از نیمکرهٔ شرقی جدا می‌شود. طول جغرافیایی ۲۰ درجهٔ غربی و ۱۶۰ درجهٔ شرقی غالباً مرزهای این نیمکره به‌شمار می‌آیند. نیمکرهٔ غربی دو میلیارد نفر جمعیت دارد.
نیم‌کره غربی قسمتی از جهان است که بنا بر عرف، در غرب نصف‌النهار مبدأ و در شرق نصف النهار ۱۸۰ درجه قرار دارد. بین این دو نصف النهار، موقعیت شرقی-غربی روی کره زمین در طول جغرافیایی غربی نشان داده شده‌است. در بقیه جهان، نیمکره شرقی، بر حسب درجه طول شرقی اندازه‌گیری می‌شود.
طبق تعریفی کمی متفاوت، مرز نیم‌کره از یک سو در اقیانوس اطلس قرار دارد - و ایرلند و پرتغال و غرب آفریقا نیز بخشی از نیمکره غربی در نظر گرفته می‌شوند - و مرز دیگر آن خط روزگردان است.
این نام‌گذاری‌ها را می‌توان با این واقعیت توضیح داد که اقیانوس آرام بسیار بزرگتر از اقیانوس اطلس است. نقشه جهان معمولاً نیمکره غربی را در سمت چپ و نیمکره شرقی را در سمت راست نشان می‌دهد. همین امر در مورد نقشه قطب شمال نیز صدق می‌کند: نقشه قطب جنوب معمولاً نصف النهار مبدأ را در بالا دارد و نقشه قطب شمال معمولاً نصف النهار مبدأ را در زیر نشان می‌دهد. در هر دو نمودار قطبی، نیمکره غربی در سمت چپ و نیمکره شرقی در سمت راست قرار دارد. اگرچه بسیاری از کشورهای اروپایی بخشی از جهان غرب محسوب می‌شوند، اما عمدتاً در نیم‌کره شرقی قرار دارند.